# Championnat de Belgique de football de quatrième division 1969-1970
Navigation
saison précédente saison suivante
Le Championnat de Belgique de football D4 1969-1970 est la dix-huitième édition du championnat de Promotion belge en tant que 4e niveau national.

## Changement d'appellation
Dans le courant de la saison précédente, le R. RC de Gand (matricule 11) change son appellation officielle et devient le R. RC Gent (matricule 11). Relégué en « Promotion » à la fin de l'exercice, le club porte sa nouvelle dénomination à partir de cette saison.

## Fusion
À la fin de la saison précédente, le K. Patria FC Tongeren (matricule 71) assure son maintien, puis fusionne avec son voisin et rival du K. Tongerse SV Cercle (matricule 54) - qui a été relégué en 1re Provinciale à la fin de la saison 67-68 - pour former le Koninklijke Sportklub Tongeren ou « K. SK Tongeren » sous le matricule 54. En vertu du règlement en vigueur à l'époque, le club constitué évolue en « Promotion » à partir de la saison suivante.

## Clubs participants
Le nom des clubs est celui employés à l'époque. Les matricule renseignés en caractères gras existent encore en 2014-2015.

### Série A

#### Localisation – Série A
| \| Wijgmaal St. Leuven V. Tienen Uccle La Rhodienne Overijse Wavre Jambes Dinant Ciney Bastogne Florenville Arlon Virton Athus Halanzy \| Localisation des clubs engagés en Promotion A 1969-1970 |
| Wijgmaal St. Leuven V. Tienen Uccle La Rhodienne Overijse Wavre Jambes Dinant Ciney Bastogne Florenville Arlon Virton Athus Halanzy                                                               |

#### Participants Série A
| #  | Nom                                        | Mat. | Ville              | Stades             | Provinces  | En Prom depuis  | Total en Prom. | Saison précéd.           |
| -- | ------------------------------------------ | ---- | ------------------ | ------------------ | ---------- | --------------- | -------------- | ------------------------ |
| 1  | Koninklijke Olympia Sporting Club Wijgmaal | 1349 | Wijgmaal           | ???                | Brabant    | 1969-1970 (1re) | 2 saisons      | Div. 3 - Série A, 16e    |
| 2  | Royale Entente Sportive Jamboise           | 1579 | Jambes             | ???                | Namur      | 1969-1970 (1re) | 5 saisons      | Div. 3 - Série B, 15e    |
| 3  | Royal Football club La Rhodienne           | 6    | Rhode-Saint-Genèse | ???                | Brabant    | 1966-1967 (4e)  | 13 saisons     | 13e Série C              |
| 4  | Royal Uccle Sport                          | 15   | Uccle              | Chée de Neerstalle | Brabant    | 1965-1966 (4e)  | 4 saisons      | 11e Série C              |
| 5  | Koninklijke Stade Leuven                   | 18   | Louvain            | Den Dreef          | Brabant    | 1952-1953 (12e) | 12 saisons     | 6e Série B               |
| 6  | Royale Jeunesse Arlonaise                  | 143  | Arlon              | Beau Site          | Luxembourg | 1963-1964 (7e)  | 11 saisons     | 9e Série D               |
| 7  | Royal Excelsior Sporting Club Virton       | 200  | Virton             | Faubourg d'Arival  | Luxembourg | 1960-1961 (10e) | 10 saisons     | 12e Série D              |
| 8  | Royal Sporting Club Athusien               | 254  | Athus              | ???                | Luxembourg | 1965-1966 (5e)  | 13 saisons     | 11e Série D              |
| 9  | Royal Cercle Sportif Halanzy               | 1245 | Halanzy            | ???                | Luxembourg | 1967-1968 (3e)  | 3 saisons      | 10e Série D              |
| 10 | Royal Dinant Football Club                 | 1657 | Dinant             | Citadelle          | Namur      | 1967-1968 (3e)  | 5 saisons      | 12e Série C              |
| 11 | Léopold Club Bastogne                      | 2263 | Bastogne           | ???                | Luxembourg | 1964-1965 (6e)  | 13 saisons     | 2e Série D               |
| 12 | Football Club Overijse                     | 3028 | Overijse           | ???                | Brabant    | 1965-1966 (5e)  | 5 saisons      | 10e Série C              |
| 13 | Racing Athletic Florenvillois              | 3134 | Florenville        | ???                | Luxembourg | 1968-1969 (2e)  | 2 saisons      | 13e Série D              |
| 14 | Voorwaarts Tienen                          | 3229 | Tirlemont          | Kabbeeksepoort     | Brabant    | 1967-1968 (3e)  | 7 saisons      | 13e Série B              |
| 15 | Royal Wavre Sport                          | 79   | Wavre              | ???                | Brabant    | 1969-1970 (1re) | 4 saisons      | montant Prov. de Brabant |
| 16 | Royale Union Wallonne Ciney                | 460  | Ciney              | Lambert            | Namur      | 1969-1970 (1re) | 2 saisons      | montant Prov. de Namur   |

### Série B
| #  | Nom                                               | Mat. | Ville             | Stades         | Provinces     | En Prom depuis  | Total en Prom. | Saison précéd.                 |
| -- | ------------------------------------------------- | ---- | ----------------- | -------------- | ------------- | --------------- | -------------- | ------------------------------ |
| 1  | Koninklijke Wezel Sport Football Club             | 844  | Wezel             | Balen-Neetlaan | Anvers        | 1969-1970 (1re) | 9 saisons      | Div. 3 - Série A, 15e          |
| 2  | Koninklijke Football Club Duffel                  | 284  | Duffel            | ???            | Anvers        | 1962-1963 (8e)  | 11 saisons     | 7e Série C                     |
| 3  | Koninklijke Football club Verbroedering Geel      | 395  | Geel              | Leunen         | Anvers        | 1962-1963 (8e)  | 8 saisons      | 2e Série B                     |
| 4  | Royal Sporting Club Union & Progrès Jette         | 474  | Jette             | ???            | Brabant       | 1964-1965 (6e)  | 10 saisons     | 5e Série C                     |
| 5  | Koninklijke Football Club Dessel Sport            | 606  | Dessel            | Lorze          | Anvers        | 1967-1968 (3e)  | 3 saisons      | 5e Série B                     |
| 6  | Koninklijle Sport-Club Grimbergen                 | 1021 | Grimbergen        | ???            | Brabant       | 1967-1968 (3e)  | 3 saisons      | 4e Série C                     |
| 7  | Koninklijke Football Club De Sportvrienden Nijlen | 1065 | Nijlen            | ???            | Anvers        | 1966-1967 (4e)  | 10 saisons     | 8e Série C                     |
| 8  | Koninklijke Football Club Scela Zele              | 1837 | Zele              | ??             | Fl. orientale | 1956-1957 (14e) | 14 saisons     | 7e Série A                     |
| 9  | Football Club Verbroedering Meerhout              | 2169 | Meerhout          | Weversberg     | Anvers        | 1967-1968 (3e)  | 3 saisons      | 8e Série B                     |
| 10 | Hoogstraten Voetbal Vereniging                    | 2366 | Hoogstraten       | Seminarie      | Anvers        | 1964-1965 (6e)  | 6 saisons      | 4e Série B                     |
| 11 | Sportkring Lebbeke                                | 2558 | Lebbeke           | ???            | Fl. orientale | 1958-1959 (12e) | 12 saisons     | 8e Série A                     |
| 12 | Football Club Heist Sportief                      | 2948 | Heist-op-den-Berg | ???            | Anvers        | 1968-1969 (2e)  | 10 saisons     | 2e Série C                     |
| 13 | Voetbal Club De Leeuwkens Teralfene               | 6031 | Teralfene         | ???            | Brabant       | 1968-1969 (2)   | 2 saisons      | 13e Série A                    |
| 14 | Koninklijke Racing Club Lokeren                   | 282  | Lokeren           | Daknam         | Fl. orientale | 1969-1970 (1re) | 11 saisons     | montant Prov. de Fl. orientale |
| 15 | Football Club Itegem                              | 2151 | Itegem            | Hooiweg        | Anvers        | 1969-1970 (1re) | 1 saison       | montant Prov. d'Anvers         |
| 16 | Koninklijke Hoger op Merchtem                     | 2242 | Merchtem          | ???            | Brabant       | 1969-1970 (1re) | 5 saisons      | montant Prov de Brabant        |

#### Localisation – Série B
| \| Itegem Duffel Nijlen Heist Wezel Hoogstraten Geel Meerhout Dessel Sp. SCUP Grimbergen Merchtem Teralfene Zele Lokeren Lebbeke \| Localisation des clubs engagés en Promotion B 1969-1970 |
| Itegem Duffel Nijlen Heist Wezel Hoogstraten Geel Meerhout Dessel Sp. SCUP Grimbergen Merchtem Teralfene Zele Lokeren Lebbeke                                                               |

### Série C
| #  | Nom                                           | Mat. | Ville           | Stades           | Provinces       | En Prom depuis  | Total en Prom. | Saison précéd.                   |
| -- | --------------------------------------------- | ---- | --------------- | ---------------- | --------------- | --------------- | -------------- | -------------------------------- |
| 1  | Koninklijke Racing Club Gent                  | 11   | Gand            | E. Hiel          | Fl. orientale   | 1969-1970 (1re) | 1 saison       | Div. 3 - Série B, 16e            |
| 2  | Royale Union Sportive Tournaisienne           | 26   | Tournai         | G. Horlait       | Hainaut         | 1962-1963 (7e)  | 9 saisons      | 2e Série A                       |
| 3  | Koninklijke Tubantia Borgerhout Football Club | 64   | Borgerhout      | Rivierenhof      | Anvers          | 1963-1964 (7e)  | 9 saisons      | 3e Série C                       |
| 4  | Koninklijke Sport Vereniging Oudenaarde       | 81   | Audenarde       | ???              | Fl. orientale   | 1968-1969 (2e)  | 9 saisons      | 3e Série A                       |
| 5  | Koninklijke Vereniging Cerkel Sportief Ieper  | 100  | Ypres           | ???              | Fl. occidentale | 1961-1962 (9e)  | 15 saisons     | 6e Série A                       |
| 6  | Royale Union Sportive Lessinoise              | 102  | Lessines        | du Caillou Hubin | Hainaut         | 1968-1969 (2e)  | 2 saisons      | 10e Série A                      |
| 7  | Koninklijke Stade Kortrijk                    | 161  | Courtrai        | Weverstraat      | Fl. occidentale | 1963-1964 (7e)  | 8 saisons      | 11e Série A                      |
| 8  | Royal Sporting Club Boussu-Bois               | 167  | Boussu          | Vedette          | Hainaut         | 1967-1968 (3e)  | 6 saisons      | 9e Série C                       |
| 9  | Koninklijke Football Club Izegem              | 935  | Izegem          | Gemeentelijk     | Fl. occidentale | 1966-1967 (4e)  | 5 saisons      | 4e Série A                       |
| 10 | Koninklijke Football Club Meulebeke           | 1255 | Meulebeke       | ???              | Fl. occidentale | 1965-1966 (5e)  | 5 saisons      | 9e Série A                       |
| 11 | Bosquetia Football Club Frameries             | 2715 | Frameries       | ???              | Hainaut         | 1966-1967 (4e)  | 4 saisons      | 6e Série C                       |
| 12 | Football Club Sportverbroedering Wevelgem     | 2997 | Wevelgem        | ???              | Fl. occidentale | 1967-1968 (3e)  | 4 saisons      | 12e Série A                      |
| 13 | Gullegem Sport Kring                          | 6216 | Gullegem        | ???              | Fl. occidentale | 1968-1969 (2e)  | 2 saisons      | 5e Série A                       |
| 14 | Koninklijke Football Club Torhout             | 110  | Torhout         | Veledroom        | Fl. occidentale | 1969-1970 (1re) | 1 saison       | montant Prov. de Fl. occidentale |
| 15 | Koninklijke Hoboken Sport Kring               | 285  | Hoboken         | ???              | Anvers          | 1969-1970 (1re) | 14 saisons     | montant Prov. d'Anvers           |
| 16 | Royal Football Club Houdinois                 | 704  | Houdeng-Gœgnies | ???              | Hainaut         | 1969-1970 (1re) | 9 saisons      | montant Prov. de Hainaut         |

#### Localisation – Série C
| \| Abréviation: · GUL = Gullegem SK · KSP = Kortrijk Sport · STK = Stade Kortrijk · WEV = FC Sportverbr. Wevelgem · Tubantia Hoboken RC Gent Audenarde Izegem Torhout STK GUL Meulebeke WEV VCS Ieper Tournai Lessines Boussu Frameries Houdeng-G. \| Localisation des clubs engagés en Promotion C 1969-1970 |
| Abréviation: · GUL = Gullegem SK · KSP = Kortrijk Sport · STK = Stade Kortrijk · WEV = FC Sportverbr. Wevelgem · Tubantia Hoboken RC Gent Audenarde Izegem Torhout STK GUL Meulebeke WEV VCS Ieper Tournai Lessines Boussu Frameries Houdeng-G.                                                               |

### Série D
| #  | Nom                                              | Mat. | Ville       | Stades       | Provinces  | En Prom depuis  | Total en Prom. | Saison précéd.              |
| -- | ------------------------------------------------ | ---- | ----------- | ------------ | ---------- | --------------- | -------------- | --------------------------- |
| 1  | Royal Herve Football Club                        | 32   | Herve       | ??           | Liège      | 1954-1955 (16e) | 16 saisons     | 3e Série D                  |
| 2  | Royal Fléron Football Club                       | 33   | Fléron      | ???          | Liège      | 1968-1969 (2e)  | 11 saisons     | 6e Série D                  |
| 3  | Koninklijke Sport-Klub Tongeren                  | 54   | Tongres     | Stedelijk    | Limbourg   | 1969-1970 (1re) | 7 saisons      | formé par une fusion        |
| 4  | Association Sportive Herstalienne Société Royale | 82   | Herstal     | ???          | Liège      | 1967-1968 (3e)  | 8 saisons      | 5e Série D                  |
| 5  | Royal Stade Waremmien Football Club              | 190  | Waremme     | ???          | Liège      | 1968-1969 (2e)  | 6 saisons      | 4e Série D                  |
| 6  | Royal Blégny Football Club                       | 236  | Blégny      | ???          | Liège      | 1968-1969 (2e)  | 2 saisons      | 8e Série D                  |
| 7  | Koninklijke Voetbal Vereniging Looi Sport        | 565  | Tessenderlo | ???          | Limbourg   | 1966-1967 (4e)  | 10 saisons     | 10e Série B                 |
| 8  | Koninklijke Football Club Moedige Duivels Halen  | 1051 | Halen       | ???          | Limbourg   | 1965-1966 (5e)  | 5 saisons      | 11e Série B                 |
| 9  | Koninklijke Helzold Football Club Zolder         | 1488 | Zolder      | ??           | Limbourg   | 1964-1965 (7e)  | 14 saisons     | 9e Série B                  |
| 10 | Koninklijke Football Club Lommelse Sport Kring   | 1986 | Lommel      | Gemeentelijk | Limbourg   | 1967-1968 (3e)  | 10 saisons     | 3e Série B                  |
| 11 | Hoeselt Voetbal Vereniging                       | 2146 | Hoeselt     | ???          | Limbourg   | 1968-1969 (2e)  | 3 saisons      | 12e Série B                 |
| 12 | Union Sportive Ferrières                         | 3449 | Ferrières   | ???          | Liège      | 1966-1967 (4e)  | 4 saisons      | 7e Série D                  |
| 13 | Royale Alliance Melen-Micheroux                  | 1249 | Melen       | ???          | Liège      | 1969-1970 (1re) | 5 saisons      | montant Prov. de Liège      |
| 14 | Royale Jeunesse Sportive Bas-Oha                 | 1654 | Bas-Oha     | Louis Manne  | Liège      | 1969-1970 (1re) | 1 saisons      | montant Prov. de Liège      |
| 15 | Sport Kring Bree                                 | 2583 | Brée        | ???          | Limbourg   | 1969-1970 (1re) | 1 saison       | montant Prov. de Limbourg   |
| 16 | Bomal Football club                              | 3205 | Bomal       | ???          | Luxembourg | 1969-1970 (1re) | 2 saisons      | montant Prov. de Luxembourg |

#### Localisation – Série D
| \| Abréviations: · BLE = R. Blegny FC · FFC = R. Fléron FC · ASH = AS Herstalienne SR · HFC = R. Herve FC · M-M = R. All. Melen-Micheroux Looi Lommel Bree Helzold Halen Tongres Hoeselt Waremme Bas-Oha ASH FFC BLE M-M HFC Ferrières Bomal \| Localisation des clubs engagés en Promotion D 1969-1970 |
| Abréviations: · BLE = R. Blegny FC · FFC = R. Fléron FC · ASH = AS Herstalienne SR · HFC = R. Herve FC · M-M = R. All. Melen-Micheroux Looi Lommel Bree Helzold Halen Tongres Hoeselt Waremme Bas-Oha ASH FFC BLE M-M HFC Ferrières Bomal                                                               |

## Classements & Résultats
- Le nom des clubs est celui employé à l'époque

Légende
- Clubs champions et promus en Division 3 la saison suivante
- Clubs qualifiés pour prendre part à un mini-tournoi de classement dans le cas où une place montant devait se libérer
- Clubs relégués en Première provinciale la saison suivante

Abréviations
 : Clubs relégués de « Division 3 » depuis la saison précédente 
: Clubs promus de Première provinciale depuis la saison précédente

### Classement final - Série A
| Rang | Équipe                        | Pts | J  | G  | N  | P  | Bp | Bc | Diff |
| ---- | ----------------------------- | --- | -- | -- | -- | -- | -- | -- | ---- |
| 1    | LEOPOLD CLUB BASTOGNE         | 46  | 30 | 20 | 6  | 4  | 72 | 28 | +44  |
| 2    | R. Wavre Sport                | 45  | 30 | 19 | 7  | 4  | 54 | 21 | +33  |
| 3    | K. Stade Leuven               | 36  | 30 | 14 | 8  | 8  | 49 | 27 | +22  |
| 4    | R. FC La Rhodienne            | 35  | 30 | 10 | 15 | 5  | 28 | 24 | +4   |
| 5    | R. Uccle Sport                | 34  | 30 | 15 | 4  | 11 | 45 | 33 | +12  |
| 6    | FC Overijse                   | 31  | 30 | 11 | 9  | 10 | 36 | 38 | -2   |
| 7    | K. Olympia SC Wijgmaal        | 28  | 30 | 10 | 8  | 12 | 48 | 45 | +3   |
| 8    | R. Entente Sportive Jamboise  | 28  | 30 | 10 | 8  | 12 | 44 | 46 | -2   |
| 9    | R. Jeunesse Arlonaise         | 27  | 30 | 10 | 7  | 13 | 35 | 44 | -9   |
| 10   | Racing Athletic Florenvillois | 27  | 30 | 10 | 7  | 13 | 31 | 45 | -14  |
| 11   | R. Dinant FC                  | 27  | 30 | 9  | 9  | 12 | 37 | 54 | -17  |
| 12   | R. Excelsior Virton           | 26  | 30 | 8  | 10 | 12 | 32 | 40 | -8   |
| 13   | R. UW Ciney                   | 25  | 30 | 9  | 7  | 14 | 44 | 63 | -19  |
| 14   | R. CS Halanzy                 | 25  | 30 | 8  | 9  | 13 | 37 | 49 | -12  |
| 15   | Voorwaarts Tienen             | 23  | 30 | 7  | 9  | 14 | 32 | 37 | -5   |
| 16   | R. SC Athusien                | 17  | 30 | 3  | 11 | 16 | 27 | 57 | -30  |

### Classement final - Série B
| Rang | Équipe                    | Pts | J  | G  | N  | P  | Bp | Bc | Diff |
| ---- | ------------------------- | --- | -- | -- | -- | -- | -- | -- | ---- |
| 1    | R. FC DESSEL SPORT        | 44  | 30 | 19 | 6  | 5  | 64 | 21 | +43  |
| 2    | K. SC Grimbergen          | 38  | 30 | 13 | 12 | 5  | 49 | 20 | +29  |
| 3    | K. RC Lokeren             | 37  | 30 | 15 | 7  | 8  | 56 | 43 | +13  |
| 4    | SK Lebbeke                | 34  | 30 | 12 | 10 | 8  | 40 | 35 | +5   |
| 5    | FC Heist Sportief         | 31  | 30 | 13 | 5  | 12 | 41 | 36 | +5   |
| 6    | K. FC SV Nijlen           | 31  | 30 | 12 | 7  | 11 | 39 | 37 | +2   |
| 7    | K. FC Duffel              | 31  | 30 | 11 | 9  | 10 | 42 | 36 | +6   |
| 8    | K. Hoger-Op Merchtem      | 31  | 30 | 11 | 9  | 10 | 39 | 44 | -5   |
| 9    | FC Verbroedering Meerhout | 31  | 30 | 9  | 13 | 8  | 40 | 38 | +2   |
| 10   | K. FC Scela Zele          | 30  | 30 | 11 | 8  | 11 | 38 | 31 | +7   |
| 11   | Hoogstraeten VV           | 29  | 30 | 10 | 9  | 11 | 46 | 44 | +2   |
| 12   | K. Wezel Sport FC         | 28  | 30 | 12 | 4  | 14 | 42 | 40 | +2   |
| 13   | R. SCUP Jette             | 28  | 30 | 11 | 6  | 13 | 39 | 47 | -8   |
| 14   | K. FC Verbroedering Geel  | 26  | 30 | 10 | 6  | 14 | 28 | 34 | -6   |
| 15   | FC Itegem                 | 18  | 30 | 7  | 4  | 19 | 28 | 63 | -35  |
| 16   | VC De Leeuwkens Teraflene | 13  | 30 | 4  | 5  | 21 | 24 | 86 | -62  |

### Classement final - Série C
| Rang | Équipe                         | Pts | J  | G  | N  | P  | Bp | Bc | Diff |
| ---- | ------------------------------ | --- | -- | -- | -- | -- | -- | -- | ---- |
| 1    | K. SV OUDENAARDE               | 44  | 30 | 19 | 6  | 5  | 47 | 16 | +31  |
| 2    | R. US Tournaisienne            | 38  | 30 | 15 | 8  | 7  | 58 | 40 | +18  |
| 3    | K. FC Izegem                   | 38  | 30 | 15 | 8  | 7  | 45 | 29 | +16  |
| 4    | K. FC Meulebeke                | 35  | 30 | 13 | 9  | 8  | 42 | 31 | +11  |
| 5    | SK Gullegem                    | 35  | 30 | 13 | 9  | 8  | 49 | 37 | +12  |
| 6    | K. Tubantia Borgerhout FC      | 32  | 30 | 13 | 6  | 11 | 45 | 39 | +6   |
| 7    | K. Vereniging CS Ieper         | 29  | 30 | 10 | 9  | 11 | 40 | 47 | -7   |
| 8    | Bosquetia FC Frameries         | 28  | 30 | 11 | 6  | 13 | 41 | 44 | -3   |
| 9    | K. Hoboken SK                  | 28  | 30 | 11 | 6  | 13 | 43 | 52 | -9   |
| 10   | K. FC Torhout                  | 28  | 30 | 9  | 10 | 11 | 36 | 20 | +16  |
| 11   | R. US Lessinoise               | 27  | 30 | 7  | 13 | 10 | 35 | 36 | -1   |
| 12   | R. RC Gent                     | 26  | 30 | 9  | 8  | 13 | 40 | 43 | -3   |
| 13   | R. SC Boussu-Bois              | 26  | 30 | 9  | 8  | 13 | 28 | 42 | -14  |
| 14   | K. Stade Kortrijk              | 26  | 30 | 8  | 10 | 12 | 36 | 46 | -10  |
| 15   | R. FC Houdinois                | 20  | 30 | 7  | 6  | 17 | 30 | 69 | -39  |
| 16   | FC Sportverbroedering Wevelgem | 20  | 30 | 7  | 6  | 17 | 29 | 53 | -24  |

#### Test-match pour désigner le2eclassé
Deux équipes terminent à égalité, de points et de victoires, à la 2e place. Un test-match est joué afin de les départager et de connaître le participant au « tour final des deuxièmes ».
| Date                          | Match                              | Résultat | Remarques                                   |
| ----------------------------- | ---------------------------------- | -------- | ------------------------------------------- |
| 10 mai 1970                   | R. US Tournaisienne - K. FC Izegem | 1-1      | après prolongation. Tirs au but: US Tournai |
| R. US Tournaisienne 2e classé |                                    |          |                                             |

### Classement final - Série D
| Rang | Équipe                       | Pts | J  | G  | N  | P  | Bp | Bc | Diff |
| ---- | ---------------------------- | --- | -- | -- | -- | -- | -- | -- | ---- |
| 1    | K. SK TONGEREN               | 54  | 30 | 25 | 4  | 1  | 95 | 23 | +72  |
| 2    | K. VV Looi Sport Tessenderlo | 42  | 30 | 18 | 6  | 6  | 44 | 22 | +22  |
| 3    | K. Helzold FC Zolder         | 37  | 30 | 15 | 7  | 8  | 60 | 43 | +17  |
| 4    | AS Herstalienne SR           | 35  | 30 | 13 | 9  | 8  | 51 | 36 | +15  |
| 5    | SK Bree                      | 35  | 30 | 11 | 13 | 6  | 50 | 38 | +12  |
| 6    | R. Fléron FC                 | 33  | 30 | 14 | 5  | 11 | 60 | 44 | +16  |
| 7    | R. Blégny FC                 | 30  | 30 | 11 | 8  | 11 | 37 | 31 | +6   |
| 8    | K. FC Lommelse SK            | 29  | 30 | 9  | 11 | 10 | 29 | 34 | -5   |
| 9    | US Ferrières                 | 28  | 30 | 9  | 10 | 11 | 48 | 62 | -14  |
| 10   | Hoeselt VV                   | 27  | 30 | 11 | 5  | 14 | 39 | 47 | -8   |
| 11   | R. Alliance Mélen-Micheroux  | 27  | 30 | 11 | 5  | 14 | 34 | 47 | -13  |
| 12   | R. Herve FC                  | 26  | 30 | 11 | 4  | 15 | 53 | 53 | 0    |
| 13   | R. Stade Waremmien FC        | 26  | 30 | 11 | 4  | 15 | 43 | 46 | -3   |
| 14   | K. FC Moedige Duivels Halen  | 20  | 30 | 7  | 6  | 17 | 34 | 56 | -22  |
| 15   | R. JS Bas-Oha                | 17  | 30 | 6  | 5  | 19 | 38 | 84 | -46  |
| 16   | Bomal FC                     | 14  | 30 | 4  | 6  | 20 | 22 | 71 | -49  |

### Tournoi pour désigner le «Champion de Promotion»
Le mini-tournoi organisé pour désigner le « Champion de Promotion » se déroule en deux phases. Les quatre champions s'affrontent lors de « demi-finales aller/retour ». Selon le règlement de l'époque, ni la différence de buts, ni les buts inscrits en déplacement ne sont prépondérants. Si chaque équipe remporte une manche, un barrage est organisé. La finale est prévue en une manche avec un « replay » en cas d'égalité.
| Dates                   | Domicile              | Déplacement           | Résultat | Remarques |
| ----------------------- | --------------------- | --------------------- | -------- | --------- |
| 24 mai 1970             | Léopold Club Bastogne | K. SK Tongeren        | 2-2      |           |
| 31 mai 1970             | K. SK Tongeren        | Léopold Club Bastogne | 2-1      |           |
| 24 mai 1970             | K. FC Dessel Sport    | K. SV Oudenaarde      | 2-2      |           |
| 31 mai 1970             | K. SV Oudenaarde      | K. FC Dessel Sport    | 2-0      |           |
| 7 juin 1970             | K. SK Tongeren        | K. SV Oudenaarde      | 1-0      |           |
| K. SK TONGEREN champion |                       |                       |          |           |

Précisons que ce mini-tournoi n'a qu'une valeur honorifique et n'influe pas sur la montée. Les quatre champions de série sont promus.

### Tour final des2eclassés
Ce tour final a pour but de départager les clubs ayant terminé à la deuxième place de chacun des séries. Le but est de disposer d'une hiérarchie dans le cas où une place se libère dans les divisions supérieures et qu'un montant supplémentaire doit être désigné. Le principe de cette mini-compétition est que chaque équipe rencontre ses trois adversaires une fois. Les matches ont lieu sur terrain neutre, situé approximativement à mi-distance entre les deux localités concernées. Le classement est établi comme pour un championnat classique.

#### Résultats des rencontres
| Dates       | Terrain de...    | Equipe 1            | Equipe 2            | Résultat | Remarques |
| ----------- | ---------------- | ------------------- | ------------------- | -------- | --------- |
| 24 mai 1970 | AA Louviéroise   | R. US Tournaisienne | R. Wavre Sport      | 1-2      |           |
| 24 mai 1970 | Olympia Wijgmaal | K. SC Grimbergen    | K. VV Looi Sport    | 3-1      |           |
| 31 mai 1970 | Wavre Sport      | K. VV Looi Sport    | R. US Tournaisienne | 0-2      |           |
| 31 mai 1970 | Uccle Sport      | R. Wavre Sport      | K. SC Grimbergen    | 2-1      |           |
| 7 juin 1970 | US Lessinoise    | K. SC Grimbergen    | R. US Tournaisienne | 3-1      |           |
| 7 juin 1970 | RC Tirlemont     | K. VV Looi Sport    | R. Wavre Sport      | 0-1      |           |

#### Classement
Aucune place ne se libère dans les divisions supérieures à la fin de cette saison 1969-1970. Wavre Sport n'est donc pas promu.
| Rang | Équipe                       | Pts | J | G | N | P | Bp | Bc | Diff |
| ---- | ---------------------------- | --- | - | - | - | - | -- | -- | ---- |
| 1    | R. Wavre Sport               | 6   | 3 | 3 | 0 | 0 | 5  | 2  | +3   |
| 2    | K. SC Grimbergen             | 4   | 3 | 2 | 0 | 1 | 7  | 4  | +3   |
| 3    | R. US Tournaisienne          | 2   | 3 | 1 | 0 | 2 | 4  | 5  | -1   |
| 4    | K. VV Looi Sport Tessenderlo | 0   | 3 | 0 | 0 | 3 | 1  | 6  | -5   |

## Récapitulatif de la saison
- Champion A: Léopold Club Bastogne 1er titre en Promotion (D4)
- Champion B: K. FC Dessel Sport 1er titre en Promotion (D4)
- Champion C: K. SV Oudenaarde 2e titre en Promotion (D4)
- Champion D: K. SK Tongeren 2e titre en Promotion (D4)
- Treizième titre de Promotion pour la Province d'Anvers
- Dixième titre de Promotion pour la Province de Flandre orientale
- Huitième titre de Promotion pour la Province de Limbourg
- Deuxième titre de Promotion pour la Province de Luxembourg

| Région flamande (30)            | Région flamande (30) | Province de Brabant (11)     | Province de Brabant (11) | Région wallonne (23)   | Région wallonne (23) |
| ------------------------------- | -------------------- | ---------------------------- | ------------------------ | ---------------------- | -------------------- |
| Province d'Anvers               | 11                   | Région de Bruxelles-Capitale | 2                        | Province de Hainaut    | 5                    |
| Province de Flandre-Occidentale | 7                    | Province du Brabant flamand  | 8                        | Province de Liège      | 8                    |
| Province de Flandre-Orientale   | 5                    | Province du Brabant wallon   | 1                        | Province de Luxembourg | 7                    |
| Province de Limbourg            | 7                    |                              |                          | Province de Namur      | 3                    |

1. ↑  Au niveau footballistique, la province de Brabant est toujours unitaire malgré sa partition territoriale en 1995.

### Admission en D3 / Relégation de D3
Les quatre champions (Audenarde, Bastogne, Dessel Sport et le SK Tongres) sont promus en Division 3, d'où sont relégués Brasschaat, Marchienne, Montegnée et Zwevegem.

#### Relégations vers les séries provinciales
12 clubs sont relégués vers le 5e niveau désormais appelé « Première provinciale ».
| Clubs                                        |   | Provinces                       |
| -------------------------------------------- | - | ------------------------------- |
| K. FC Verbroedering Geel, FC Itegem          | ⇒ | Province d'Anvers               |
| VC De Leeuwkens Teralfene, Voorwaarts Tienen | ⇒ | Province de Brabant             |
| K. Stade Kortrijk, FC Sportverbr. Wevelgem   | ⇒ | Province de Flandre-Occidentale |
|                                              | ⇒ | Province de Flandre-Orientale   |
| R. FC Houdinois                              | ⇒ | Province de Hainaut             |
| R. JS Bas-Oha                                | ⇒ | Province de Liège               |
| K. FC Moedige Duivels Halen                  | ⇒ | Province de Limbourg            |
| R. SC Athusien, Bomal FC, R. CS Halanzy      | ⇒ | Province de Luxembourg          |
|                                              | ⇒ | Province de Namur               |

#### Montées depuis les séries provinciales
Douze clubs sont admis en « Promotion » (4e niveau) depuis le 5e niveau désormais appelé « Première provinciale ».
| Provinces                       | Montant                                  |
| ------------------------------- | ---------------------------------------- |
| Province d'Anvers               | Cappellen FC KM, St-Jozef SK Rijkevorsel |
| Province de Brabant             | K. Daring Club Leuven, K. Humbeek FC     |
| Province de Flandre-Occidentale | FC Denderleeuw                           |
| Province de Flandre-Orientale   | K. SV Diksmuide                          |
| Province de Hainaut             | R. Gosselies Sport                       |
| Province de Liège               | R. RC Stockay-Warfusée, SRU Verviers     |
| Province de Limbourg            | Zonhoven V&V                             |
| Province de Luxembourg          | R. US Louftémont                         |
| Province de Namur               | Jeunesse Rochefortoise FC                |

## Débuts en Promotion
Un club, présent en séries nationales de longue dates, évolue pour la première fois en Promotion (D4).
- R. RC Gent 22e club flandrien oriental différent à évoluer à ce niveau.

## Débuts en Séries nationales
Quatre clubs apparaissent pour la toute première fois en séries nationales.
- FC Itegem 36e club anversois différent à jouer en Promotion (D4). 62e en nationale.
- K. FC Torhout 18e club flandrien occidental différent à jouer en Promotion (D4). 29e en nationale.
- R. JS Bas-Oha 29e club liégeois différent à jouer en Promotion (D4). 44e en nationale.
- SK Bree 18e club limbourgeois différent à jouer en Promotion (D4). 27e en nationale.
- 206 clubs différents sont apparus au 4e niveau des séries nationales.

## Fusions
Deux fusions, concernant des clubs de « Promotion », sont enregistrées à la fin de cette saison.
- Le  K. RC Lokeren (matricule 282) fusionne avec le Standaard FC Lokeren (matricule 1783) pour former le Koninklijke Sporting Club Lokeren ou « K. SC Lokeren » sous le matricule 282.
- Le K. FC Scela Zele (matricule 1837) fusionne avec le K. SK Zele (matricule 1046) pour former le Koninklijke Football Club Eendracht Zele ou « K. FC Eendracht Zele », sous le matricule 1046.

Les deux entités nouvellement formées continuent leur existence en « Promotion ».